# Willem Maurits de Brauw (1914-1943)
Willem Maurits de Brauw (Domburg, 17 maart 1914 - Bonn, 19 december 1943) was een Nederlands verzetsstrijder tijdens de Tweede Wereldoorlog.

## Familie
Jhr. mr. M.W. de Brauw was lid van de familie De Brauw en een zoon van jhr. Henri de Brauw (1879-1941), assuradeur en bibliofiel, en Marragritha Henriette Rijk (1890-1939) en had nog drie zussen. Hij was een kleinzoon van jhr. mr. Willem Maurits de Brauw (1838-1898), minister.

## Leven
Maurits de Brauw had voor de oorlog op het Gymnasium Haganum gezeten en in Leiden rechten gestudeerd. Hij was reserve 1ste luitenant veldartillerie en algemeen secretaris van het Nationale Jongeren Verbond.
Toen de oorlog uitbrak, was hij secretaris van de directie van de Nederlandsche Spaarkas. Hij zat  bij de landelijke verzetsgroep Oranjewacht en werd op 13 december 1940 in Amsterdam gearresteerd. Hij werd veroordeeld tot vier jaar tuchthuis. Vanuit Utrecht werd hij op 28 november 1942 overgebracht naar Rheinbach. Hij kreeg TBC en overleed in het St Petrus Krankenhaus in Bonn.
In de Scheveningse wijk Duttendel is een straat (Maurits de Brauwweg) naar hem vernoemd. In de Utrechtse wijk Transwijk is een straat (De Brauwlaan) naar hem vernoemd.
Maurits de Brauw ligt begraven op de Gemeentelijke Begraafplaats Rusthof te Amersfoort (Vak/rij/nummer 12 99).